# Episodi di Bus Stop
La prima e unica stagione della serie televisiva Bus Stop è andata in onda negli Stati Uniti dal 1º ottobre 1961 al 25 marzo 1962 sulla ABC.
| nº | Titolo originale                 | Prima TV USA     |
| -- | -------------------------------- | ---------------- |
| 1  | Afternoon of a Cowboy            | 1º ottobre 1961  |
| 2  | Success Story                    | 8 ottobre 1961   |
| 3  | The Resurrection of Annie Ahearn | 15 ottobre 1961  |
| 4  | The Covering Darkness            | 22 ottobre 1961  |
| 5  | Portrait of a Hero               | 29 ottobre 1961  |
| 6  | The Glass Jungle                 | 5 novembre 1961  |
| 7  | Cherie                           | 12 novembre 1961 |
| 8  | Accessory by Consent             | 19 novembre 1961 |
| 9  | The Man from Bootstrap           | 26 novembre 1961 |
| 10 | A Lion Walks Among Us            | 3 dicembre 1961  |
| 11 | Call Back Yesterday              | 10 dicembre 1961 |
| 12 | ...And the Pursuit of Evil       | 17 dicembre 1961 |
| 13 | The Runaways                     | 24 dicembre 1961 |
| 14 | Jaws of Darkness                 | 31 dicembre 1961 |
| 15 | Summer Lightning                 | 7 gennaio 1962   |
| 16 | Cry to Heaven                    | 14 gennaio 1962  |
| 17 | The Stubborn Stumbos             | 21 gennaio 1962  |
| 18 | Turn Home Again                  | 28 gennaio 1962  |
| 19 | How Does Charlie Feel?           | 4 febbraio 1962  |
| 20 | Put Your Dreams Away             | 11 febbraio 1962 |
| 21 | The Opposite Virtues             | 18 febbraio 1962 |
| 22 | The Ordeal of Kevin Brooke       | 25 febbraio 1962 |
| 23 | Door Without a Key               | 4 marzo 1962     |
| 24 | Verdict of 12                    | 11 marzo 1962    |
| 25 | County General                   | 18 marzo 1962    |
| 26 | I Kiss Your Shadow               | 25 marzo 1962    |

## Afternoon of a Cowboy
- Prima televisiva: 1º ottobre 1961
- Diretto da: Stuart Rosenberg
- Soggetto di: Rex O'Haogain

### Trama
- Guest star: Bobby Buntrock (Jonathan), Dean Stockwell (Buzz Shelby), Anne Helm (Shirley), Bethel Leslie (Flo), Steve Cochran (Jed Colby), Shirley O'Hara (Mattie)

## Success Story
- Prima televisiva: 8 ottobre 1961
- Diretto da: Arthur Hiller
- Soggetto di: Rex O'Haogain

### Trama
- Guest star: Mark Miller (Dick), Adrienne Marden (Mrs. Drayton), Felicia Farr (Judy), Wendell Holmes (Drayton), Coleen Gray (Mary Ann), James Whitmore (Victor Brandt)

## The Resurrection of Annie Ahearn
- Prima televisiva: 15 ottobre 1961
- Diretto da: Don Medford
- Soggetto di: Robert L. Palmer

### Trama
- Guest star: Alice Frost (Mrs. Ahearn), James Brolin (Deputy), Anne Seymour (Mrs. Grimes), Diane Baker (Patricia Parker)

## The Covering Darkness
- Prima televisiva: 22 ottobre 1961
- Diretto da: Robert Altman
- Soggetto di: John Meredyth Lucas

### Trama
- Guest star: Mary Gregory (Esther), Charlene Brooks (Mrs. Bartel), Barbara Baxley (Millie Ellison), June Walker (Ma Cramer), Paul Kent (Bartel), Robert Redford (Art Ellison)

## Portrait of a Hero
- Prima televisiva: 29 ottobre 1961
- Diretto da: Robert Altman
- Soggetto di: Jonathan Hughes

### Trama
- Guest star: Luana Anders (Jane), Dolores Michaels (Louise Willis), John Larch (Arthur Simms), Nina Foch (Peggy), Allen Remsen (conducente del bus), Rod Taylor (Johnny Jones)

## The Glass Jungle
- Prima televisiva: 5 novembre 1961
- Diretto da: Francis D. Lyon
- Scritto da: Norman Jacob

### Trama
- Guest star: Claudia Bryar (Miss Toland), Bob Harris (Deputy), Nehemiah Persoff (dottor Emil Kroger), Patricia Donahue (Virginia Duncan), Reita Green (Carolyn Grayson), Bernard Kates (medico legale), Dennis Richards (Ames), Lloyd Nolan

## Cherie
- Prima televisiva: 12 novembre 1961
- Diretto da: Don Siegel
- Soggetto di: William Inge

### Trama
- Guest star: Buddy Ebsen (Virgil Blessing), Gary Lockwood (Bo), Joseph Cotten (Wheelwright), Tuesday Weld (Cherie)

## Accessory by Consent
- Prima televisiva: 19 novembre 1961
- Diretto da: Robert Altman
- Soggetto di: Stephen Becker

### Trama
- Guest star: Jack Warden (Joe Harrison), Nancy Gates (Helen Harrison), John Williams, Ludi Claire (Peggy)

## The Man from Bootstrap
- Prima televisiva: 26 novembre 1961
- Diretto da: Joseph Pevney
- Scritto da: Howard Browne

### Trama
- Guest star: Kathleen Freeman (Dimity Sue), Jean Byron (Helen Adamson), Jack Carson (Veal Gowdy), Edgar Buchanan (giudice Neal), Burt Mustin (Creepy), Buddy Ebsen (Virgil Blessing)

## A Lion Walks Among Us
- Prima televisiva: 3 dicembre 1961
- Diretto da: Robert Altman
- Soggetto di: Tom Wicker

### Trama
- Guest star: Jenny Maxwell (Linda), Dabbs Greer (Lefty), Dianne Foster (Sally Wagner), Philip Abbott (Oliver West), Owen Bush (Homer King), Perry Ivins (Jordan), Robert Ridgely (Sweetwater), Bernard Kates (medico legale), Roy Engel (giudice), Fabian (Luke Freeman)

## Call Back Yesterday
- Prima televisiva: 10 dicembre 1961
- Diretto da: Lamont Johnson
- Scritto da: Samson Raphaelson

### Trama
- Guest star: Katherine Squire (Mrs. Wylie), Joanne Ross (Mrs. Barnes), Geraldine Brooks (Katherine Barnes), Frank Overton (Jim Wylie), David Hedison (Max Hendricks)

## ...And the Pursuit of Evil
- Prima televisiva: 17 dicembre 1961
- Diretto da: Robert Altman

### Trama
- Guest star: Crahan Denton (Clay Bostwick), Keenan Wynn (Ted Hannibal), James MacArthur (Thomas Quincy Hagan)

## The Runaways
- Prima televisiva: 24 dicembre 1961
- Diretto da: Arthur Hiller
- Soggetto di: Kurt Vonnegut Jr.

### Trama
- Guest star: David Winters (Omar Kelsey), Parley Baer (Bisbee), Fred Clark (governatore Jenkins), Joan Tompkins (Sarah Jenkins), Dick Sargent (Wesley), Arch Johnson (Kelsey), Lynn Loring (Annabel Jenkins)

## Jaws of Darkness
- Prima televisiva: 31 dicembre 1961
- Diretto da: Stuart Rosenberg
- Scritto da: Henry Farrell

### Trama
- Guest star: Stewart Bradley (Cliff), Jennifer Gillespie (Connie), Madlyn Rhue (Gloria White), Coleen Gray (Karen Howard)

## Summer Lightning
- Prima televisiva: 7 gennaio 1962
- Diretto da: Robert Altman
- Soggetto di: John Whittier

### Trama
- Guest star: Steve Forrest (Alan Billings), Phyllis Love (Clara Hoffman), Beverly Garland (Janie), Paul Langton (Bob Pearson)

## Cry to Heaven
- Prima televisiva: 14 gennaio 1962
- Diretto da: Stuart Rosenberg
- Soggetto di: Nunnally Johnson

### Trama
- Guest star: Ellen Burstyn (Phyllis Dunning), Jason Evers (Tony Stratton), Simon Oakland (sergente Brokaw), Nina Foch (Kitty Blaine), Neil Hamilton (Bruce Gordon), Arlene Martel (Claire Perkins), Richard Conte (Oren Dunning)

## The Stubborn Stumbos
- Prima televisiva: 21 gennaio 1962
- Diretto da: Richard L. Bare
- Soggetto di: Jean Muir

### Trama
- Guest star: Don Megowan (Bob Stumbo), Earl Holliman (Allen Stumbo), Claude Akins (Harry Stumbo)

## Turn Home Again
- Prima televisiva: 28 gennaio 1962
- Diretto da: Stuart Rosenberg
- Soggetto di: Howard Browne

### Trama
- Guest star: Grant Richards (Frank), Jack Albertson (Lawson), Ruth Roman (Louisa), Joyce Van Patten (Betty), Robert Rockwell (lettore notiziario), George N. Neise (Potter), Jack Grinnage (impiegato), Angela Greene (Mrs. Hendricks), Oscar Beregi, Jr. (Erikberg), Wendell Corey (Mark Gateson)

## How Does Charlie Feel?
- Prima televisiva: 4 febbraio 1962
- Diretto da: Richard L. Bare
- Scritto da: Roy Huggins

### Trama
- Guest star: John Haymes Newton (Carl Cummings), J. Pat O'Malley (Walter Horne), Diana Lynn (Sharon Vansinger), Barry Kelley (Mike Higgins), Ray Teal (George Vansinger), Cliff Robertson (Charlie Vansinger)

## Put Your Dreams Away
- Prima televisiva: 11 febbraio 1962
- Diretto da: Ted Post
- Soggetto di: Howard Brown

### Trama
- Guest star: Marilyn Harvey (June), Carl Benton Reid (Overton), Felicia Farr (Carol Wells), Gary Merrill (Frank Everest)

## The Opposite Virtues
- Prima televisiva: 18 febbraio 1962
- Diretto da: Herman Hoffman
- Soggetto di: James P. Cavanagh, Marie Baumer

### Trama
- Guest star: Michael Parks, George Hamilton, Jeanette Nolan (Cammie Blake), Robert F. Simon (Paul Kent), Leora Dana (Katherine Benson), Lew Ayres (John Benson)

## The Ordeal of Kevin Brooke
- Prima televisiva: 25 febbraio 1962
- Diretto da: James B. Clark
- Soggetto di: Rex O'Haogain

### Trama
- Guest star: Lawrence Tierney (Swede), Joan O'Brien (Julie), Patricia Owens (Connie Brooke), William Windom (Ed Henderson), Mark Stevens (Kevin Brooke)

## Door Without a Key
- Prima televisiva: 4 marzo 1962
- Diretto da: Robert Altman
- Soggetto di: Robert Altman

### Trama
- Guest star: John Zaremba (Zimmerman), Richard X. Slattery (Marty Logan), Pippa Scott (Betty Sloane), Anne Loos, Robert Colbert (Hagen), George Kane (Arnold), Howard Duff (Steve Martick)

## Verdict of 12
- Prima televisiva: 11 marzo 1962
- Diretto da: Felix Feist
- Scritto da: Harry Kleiner

### Trama
- Guest star: Jay C. Flippen (Mike Carmody), Steve Harris (Ron Slawson), Everett Sloane (Davison), John Kerr (Jim Carmody), Roy Engel (giudice), Justice Watson (Leonard), Whit Bissell (Mitchell), Barbara Dana (Ann Landor), Richard Carlson (George Whaley)

## County General
- Prima televisiva: 18 marzo 1962
- Diretto da: Robert Altman
- Scritto da: David Shaw

### Trama
- Guest star: Pat Rossen (Billy Cullum), Frank Lovejoy (tenente Kincaid), Donald May (dottor Paul Larson), Sherwood Price (Freddie Blaine), Dianne Foster (Barbara Cullum)

## I Kiss Your Shadow
- Prima televisiva: 25 marzo 1962
- Diretto da: John Newland
- Soggetto di: Robert Bloch

### Trama
- Guest star: Alfred Ryder (Doug Gibson), Joanne Linville (Donna Gibson), Walter Brooke (Corliss), Bernard Kates (Ralph), George Grizzard (Joe Elliott), Stefan Schnabel (dottor Barton)